# 1717
Portal Geschichte | Portal Biografien | Aktuelle Ereignisse | Jahreskalender | Tagesartikel

◄ |
17. Jahrhundert |
18. Jahrhundert
| 19. Jahrhundert | ►

◄ |
1680er |
1690er |
1700er |
1710er
| 1720er | 1730er | 1740er | ►

◄◄ |
◄ |
1713 |
1714 |
1715 |
1716 |
1717
| 1718 | 1719 | 1720 | 1721 | ► | ►►
Staatsoberhäupter  · Nekrolog   · Musikjahr
| Januar | Januar | Januar | Januar | Januar | Januar | Januar | Januar |
| Kw     | Mo     | Di     | Mi     | Do     | Fr     | Sa     | So     |
| ------ | ------ | ------ | ------ | ------ | ------ | ------ | ------ |
| 53     |        |        |        |        | 1      | 2      | 3      |
| 1      | 4      | 5      | 6      | 7      | 8      | 9      | 10     |
| 2      | 11     | 12     | 13     | 14     | 15     | 16     | 17     |
| 3      | 18     | 19     | 20     | 21     | 22     | 23     | 24     |
| 4      | 25     | 26     | 27     | 28     | 29     | 30     | 31     |

| Februar | Februar | Februar | Februar | Februar | Februar | Februar | Februar |
| Kw      | Mo      | Di      | Mi      | Do      | Fr      | Sa      | So      |
| ------- | ------- | ------- | ------- | ------- | ------- | ------- | ------- |
| 5       | 1       | 2       | 3       | 4       | 5       | 6       | 7       |
| 6       | 8       | 9       | 10      | 11      | 12      | 13      | 14      |
| 7       | 15      | 16      | 17      | 18      | 19      | 20      | 21      |
| 8       | 22      | 23      | 24      | 25      | 26      | 27      | 28      |

| März | März | März | März | März | März | März | März |
| Kw   | Mo   | Di   | Mi   | Do   | Fr   | Sa   | So   |
| ---- | ---- | ---- | ---- | ---- | ---- | ---- | ---- |
| 9    | 1    | 2    | 3    | 4    | 5    | 6    | 7    |
| 10   | 8    | 9    | 10   | 11   | 12   | 13   | 14   |
| 11   | 15   | 16   | 17   | 18   | 19   | 20   | 21   |
| 12   | 22   | 23   | 24   | 25   | 26   | 27   | 28   |
| 13   | 29   | 30   | 31   |      |      |      |      |

| April | April | April | April | April | April | April | April |
| Kw    | Mo    | Di    | Mi    | Do    | Fr    | Sa    | So    |
| ----- | ----- | ----- | ----- | ----- | ----- | ----- | ----- |
| 13    |       |       |       | 1     | 2     | 3     | 4     |
| 14    | 5     | 6     | 7     | 8     | 9     | 10    | 11    |
| 15    | 12    | 13    | 14    | 15    | 16    | 17    | 18    |
| 16    | 19    | 20    | 21    | 22    | 23    | 24    | 25    |
| 17    | 26    | 27    | 28    | 29    | 30    |       |       |

| Mai | Mai | Mai | Mai | Mai | Mai | Mai | Mai |
| Kw  | Mo  | Di  | Mi  | Do  | Fr  | Sa  | So  |
| --- | --- | --- | --- | --- | --- | --- | --- |
| 17  |     |     |     |     |     | 1   | 2   |
| 18  | 3   | 4   | 5   | 6   | 7   | 8   | 9   |
| 19  | 10  | 11  | 12  | 13  | 14  | 15  | 16  |
| 20  | 17  | 18  | 19  | 20  | 21  | 22  | 23  |
| 21  | 24  | 25  | 26  | 27  | 28  | 29  | 30  |
| 22  | 31  |     |     |     |     |     |     |

| Juni | Juni | Juni | Juni | Juni | Juni | Juni | Juni |
| Kw   | Mo   | Di   | Mi   | Do   | Fr   | Sa   | So   |
| ---- | ---- | ---- | ---- | ---- | ---- | ---- | ---- |
| 22   |      | 1    | 2    | 3    | 4    | 5    | 6    |
| 23   | 7    | 8    | 9    | 10   | 11   | 12   | 13   |
| 24   | 14   | 15   | 16   | 17   | 18   | 19   | 20   |
| 25   | 21   | 22   | 23   | 24   | 25   | 26   | 27   |
| 26   | 28   | 29   | 30   |      |      |      |      |

| Juli | Juli | Juli | Juli | Juli | Juli | Juli | Juli |
| Kw   | Mo   | Di   | Mi   | Do   | Fr   | Sa   | So   |
| ---- | ---- | ---- | ---- | ---- | ---- | ---- | ---- |
| 26   |      |      |      | 1    | 2    | 3    | 4    |
| 27   | 5    | 6    | 7    | 8    | 9    | 10   | 11   |
| 28   | 12   | 13   | 14   | 15   | 16   | 17   | 18   |
| 29   | 19   | 20   | 21   | 22   | 23   | 24   | 25   |
| 30   | 26   | 27   | 28   | 29   | 30   | 31   |      |

| August | August | August | August | August | August | August | August |
| Kw     | Mo     | Di     | Mi     | Do     | Fr     | Sa     | So     |
| ------ | ------ | ------ | ------ | ------ | ------ | ------ | ------ |
| 30     |        |        |        |        |        |        | 1      |
| 31     | 2      | 3      | 4      | 5      | 6      | 7      | 8      |
| 32     | 9      | 10     | 11     | 12     | 13     | 14     | 15     |
| 33     | 16     | 17     | 18     | 19     | 20     | 21     | 22     |
| 34     | 23     | 24     | 25     | 26     | 27     | 28     | 29     |
| 35     | 30     | 31     |        |        |        |        |        |

| September | September | September | September | September | September | September | September |
| Kw        | Mo        | Di        | Mi        | Do        | Fr        | Sa        | So        |
| --------- | --------- | --------- | --------- | --------- | --------- | --------- | --------- |
| 35        |           |           | 1         | 2         | 3         | 4         | 5         |
| 36        | 6         | 7         | 8         | 9         | 10        | 11        | 12        |
| 37        | 13        | 14        | 15        | 16        | 17        | 18        | 19        |
| 38        | 20        | 21        | 22        | 23        | 24        | 25        | 26        |
| 39        | 27        | 28        | 29        | 30        |           |           |           |

| Oktober | Oktober | Oktober | Oktober | Oktober | Oktober | Oktober | Oktober |
| Kw      | Mo      | Di      | Mi      | Do      | Fr      | Sa      | So      |
| ------- | ------- | ------- | ------- | ------- | ------- | ------- | ------- |
| 39      |         |         |         |         | 1       | 2       | 3       |
| 40      | 4       | 5       | 6       | 7       | 8       | 9       | 10      |
| 41      | 11      | 12      | 13      | 14      | 15      | 16      | 17      |
| 42      | 18      | 19      | 20      | 21      | 22      | 23      | 24      |
| 43      | 25      | 26      | 27      | 28      | 29      | 30      | 31      |

| November | November | November | November | November | November | November | November |
| Kw       | Mo       | Di       | Mi       | Do       | Fr       | Sa       | So       |
| -------- | -------- | -------- | -------- | -------- | -------- | -------- | -------- |
| 44       | 1        | 2        | 3        | 4        | 5        | 6        | 7        |
| 45       | 8        | 9        | 10       | 11       | 12       | 13       | 14       |
| 46       | 15       | 16       | 17       | 18       | 19       | 20       | 21       |
| 47       | 22       | 23       | 24       | 25       | 26       | 27       | 28       |
| 48       | 29       | 30       |          |          |          |          |          |

| Dezember | Dezember | Dezember | Dezember | Dezember | Dezember | Dezember | Dezember |
| Kw       | Mo       | Di       | Mi       | Do       | Fr       | Sa       | So       |
| -------- | -------- | -------- | -------- | -------- | -------- | -------- | -------- |
| 48       |          |          | 1        | 2        | 3        | 4        | 5        |
| 49       | 6        | 7        | 8        | 9        | 10       | 11       | 12       |
| 50       | 13       | 14       | 15       | 16       | 17       | 18       | 19       |
| 51       | 20       | 21       | 22       | 23       | 24       | 25       | 26       |
| 52       | 27       | 28       | 29       | 30       | 31       |          |          |

| Januar | Januar | Januar | Januar | Januar | Januar | Januar | Januar |
| Kw     | Mo     | Di     | Mi     | Do     | Fr     | Sa     | So     |
| ------ | ------ | ------ | ------ | ------ | ------ | ------ | ------ |
| 53     |        |        |        |        | 1      | 2      | 3      |
| 1      | 4      | 5      | 6      | 7      | 8      | 9      | 10     |
| 2      | 11     | 12     | 13     | 14     | 15     | 16     | 17     |
| 3      | 18     | 19     | 20     | 21     | 22     | 23     | 24     |
| 4      | 25     | 26     | 27     | 28     | 29     | 30     | 31     |

| Februar | Februar | Februar | Februar | Februar | Februar | Februar | Februar |
| Kw      | Mo      | Di      | Mi      | Do      | Fr      | Sa      | So      |
| ------- | ------- | ------- | ------- | ------- | ------- | ------- | ------- |
| 5       | 1       | 2       | 3       | 4       | 5       | 6       | 7       |
| 6       | 8       | 9       | 10      | 11      | 12      | 13      | 14      |
| 7       | 15      | 16      | 17      | 18      | 19      | 20      | 21      |
| 8       | 22      | 23      | 24      | 25      | 26      | 27      | 28      |

| März | März | März | März | März | März | März | März |
| Kw   | Mo   | Di   | Mi   | Do   | Fr   | Sa   | So   |
| ---- | ---- | ---- | ---- | ---- | ---- | ---- | ---- |
| 9    | 1    | 2    | 3    | 4    | 5    | 6    | 7    |
| 10   | 8    | 9    | 10   | 11   | 12   | 13   | 14   |
| 11   | 15   | 16   | 17   | 18   | 19   | 20   | 21   |
| 12   | 22   | 23   | 24   | 25   | 26   | 27   | 28   |
| 13   | 29   | 30   | 31   |      |      |      |      |

| April | April | April | April | April | April | April | April |
| Kw    | Mo    | Di    | Mi    | Do    | Fr    | Sa    | So    |
| ----- | ----- | ----- | ----- | ----- | ----- | ----- | ----- |
| 13    |       |       |       | 1     | 2     | 3     | 4     |
| 14    | 5     | 6     | 7     | 8     | 9     | 10    | 11    |
| 15    | 12    | 13    | 14    | 15    | 16    | 17    | 18    |
| 16    | 19    | 20    | 21    | 22    | 23    | 24    | 25    |
| 17    | 26    | 27    | 28    | 29    | 30    |       |       |

| Mai | Mai | Mai | Mai | Mai | Mai | Mai | Mai |
| Kw  | Mo  | Di  | Mi  | Do  | Fr  | Sa  | So  |
| --- | --- | --- | --- | --- | --- | --- | --- |
| 17  |     |     |     |     |     | 1   | 2   |
| 18  | 3   | 4   | 5   | 6   | 7   | 8   | 9   |
| 19  | 10  | 11  | 12  | 13  | 14  | 15  | 16  |
| 20  | 17  | 18  | 19  | 20  | 21  | 22  | 23  |
| 21  | 24  | 25  | 26  | 27  | 28  | 29  | 30  |
| 22  | 31  |     |     |     |     |     |     |

| Juni | Juni | Juni | Juni | Juni | Juni | Juni | Juni |
| Kw   | Mo   | Di   | Mi   | Do   | Fr   | Sa   | So   |
| ---- | ---- | ---- | ---- | ---- | ---- | ---- | ---- |
| 22   |      | 1    | 2    | 3    | 4    | 5    | 6    |
| 23   | 7    | 8    | 9    | 10   | 11   | 12   | 13   |
| 24   | 14   | 15   | 16   | 17   | 18   | 19   | 20   |
| 25   | 21   | 22   | 23   | 24   | 25   | 26   | 27   |
| 26   | 28   | 29   | 30   |      |      |      |      |

| Juli | Juli | Juli | Juli | Juli | Juli | Juli | Juli |
| Kw   | Mo   | Di   | Mi   | Do   | Fr   | Sa   | So   |
| ---- | ---- | ---- | ---- | ---- | ---- | ---- | ---- |
| 26   |      |      |      | 1    | 2    | 3    | 4    |
| 27   | 5    | 6    | 7    | 8    | 9    | 10   | 11   |
| 28   | 12   | 13   | 14   | 15   | 16   | 17   | 18   |
| 29   | 19   | 20   | 21   | 22   | 23   | 24   | 25   |
| 30   | 26   | 27   | 28   | 29   | 30   | 31   |      |

| August | August | August | August | August | August | August | August |
| Kw     | Mo     | Di     | Mi     | Do     | Fr     | Sa     | So     |
| ------ | ------ | ------ | ------ | ------ | ------ | ------ | ------ |
| 30     |        |        |        |        |        |        | 1      |
| 31     | 2      | 3      | 4      | 5      | 6      | 7      | 8      |
| 32     | 9      | 10     | 11     | 12     | 13     | 14     | 15     |
| 33     | 16     | 17     | 18     | 19     | 20     | 21     | 22     |
| 34     | 23     | 24     | 25     | 26     | 27     | 28     | 29     |
| 35     | 30     | 31     |        |        |        |        |        |

| September | September | September | September | September | September | September | September |
| Kw        | Mo        | Di        | Mi        | Do        | Fr        | Sa        | So        |
| --------- | --------- | --------- | --------- | --------- | --------- | --------- | --------- |
| 35        |           |           | 1         | 2         | 3         | 4         | 5         |
| 36        | 6         | 7         | 8         | 9         | 10        | 11        | 12        |
| 37        | 13        | 14        | 15        | 16        | 17        | 18        | 19        |
| 38        | 20        | 21        | 22        | 23        | 24        | 25        | 26        |
| 39        | 27        | 28        | 29        | 30        |           |           |           |

| Oktober | Oktober | Oktober | Oktober | Oktober | Oktober | Oktober | Oktober |
| Kw      | Mo      | Di      | Mi      | Do      | Fr      | Sa      | So      |
| ------- | ------- | ------- | ------- | ------- | ------- | ------- | ------- |
| 39      |         |         |         |         | 1       | 2       | 3       |
| 40      | 4       | 5       | 6       | 7       | 8       | 9       | 10      |
| 41      | 11      | 12      | 13      | 14      | 15      | 16      | 17      |
| 42      | 18      | 19      | 20      | 21      | 22      | 23      | 24      |
| 43      | 25      | 26      | 27      | 28      | 29      | 30      | 31      |

| November | November | November | November | November | November | November | November |
| Kw       | Mo       | Di       | Mi       | Do       | Fr       | Sa       | So       |
| -------- | -------- | -------- | -------- | -------- | -------- | -------- | -------- |
| 44       | 1        | 2        | 3        | 4        | 5        | 6        | 7        |
| 45       | 8        | 9        | 10       | 11       | 12       | 13       | 14       |
| 46       | 15       | 16       | 17       | 18       | 19       | 20       | 21       |
| 47       | 22       | 23       | 24       | 25       | 26       | 27       | 28       |
| 48       | 29       | 30       |          |          |          |          |          |

| Dezember | Dezember | Dezember | Dezember | Dezember | Dezember | Dezember | Dezember |
| Kw       | Mo       | Di       | Mi       | Do       | Fr       | Sa       | So       |
| -------- | -------- | -------- | -------- | -------- | -------- | -------- | -------- |
| 48       |          |          | 1        | 2        | 3        | 4        | 5        |
| 49       | 6        | 7        | 8        | 9        | 10       | 11       | 12       |
| 50       | 13       | 14       | 15       | 16       | 17       | 18       | 19       |
| 51       | 20       | 21       | 22       | 23       | 24       | 25       | 26       |
| 52       | 27       | 28       | 29       | 30       | 31       |          |          |

## Ereignisse

### Politik und Weltgeschehen

#### Großer Nordischer Krieg

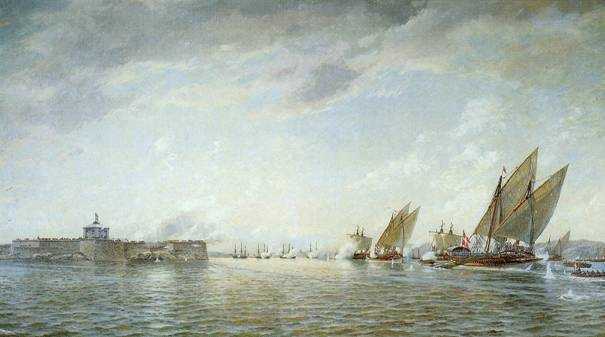
Dänischer Angriff auf Nya Elfsborg

- 2. Mai: Der dänische Admiral Peter Wessel Tordenskiold versucht im Auftrag von König Friedrich IV. die Häfen von Göteborg und Marstrand und die darin befindliche schwedische Flotte zu zerstören. Die Schweden unter Friedrich von Hessen-Kassel und Olof Stromstierna können von der Festung Nya Elfsborg aus den Angriff auf Göteborg jedoch abwehren.
- Frühjahr: Peter I. von Russland geht bis Herbst auf eine zweite Europareise. Nachdem der Versuch des Zaren, bei einem Aufenthalt in Paris ein französisch-russisches Bündnis zu schmieden, erfolglos bleibt, führt eine diplomatische Offensive Englands zur Bildung einer Tripel-Allianz mit Frankreich und den Niederlanden Russland endgültig in die außenpolitische Isolation. Georg Heinrich von Görtz, Berater des schwedischen Königs Karl XII., versucht die Situation auszunützen, um zu einem Separatfrieden mit Russland zu gelangen.
- 19. Juli: Der von Peter Wessel Tordenskiold geplante Angriff auf Strömstad scheitert, die Dänen erleiden schwere Verluste. Tordenskiold wird der Oberbefehl über die Kattegatflotte daraufhin entzogen. Die Blockade von Strömstad wird am 28. August aufgegeben.
- 15. August: Preußen, Russland und Frankreich bestätigen im Vertrag von Amsterdam gegenseitig ihren Besitzstand in der Erwartung der unvermeidlichen Niederlage Schwedens im Großen Nordischen Krieg. Frankreich sichert seine Neutralität in der Endphase des Großen Nordischen Krieges zu.
- Nach Klagen der mecklenburgischen Landstände wegen fortgesetzter Rechtsbrüche ihres Herzogs verhängt Kaiser Karl VI. einen Reichsexekutionsbeschluss gegen Karl Leopold von Mecklenburg-Schwerin, der rund 40.000 russischen Soldaten Quartier im Reichsgebiet zur Verfügung gestellt und Peter dem Großen damit zunehmenden Einfluss im Reich verschafft hat. Mit der Wahrnehmung der Reichsexekution wird der Direktor des niedersächsischen Reichskreises, Kurfürst Georg Ludwig von Hannover, beauftragt. Dadurch kann dessen Kanzler Andreas Gottlieb von Bernstorff die Interessen der mecklenburgischen Ritterschaft mit dem Einfluss einer auswärtigen Macht verbinden.

#### Weitere Ereignisse in Osteuropa
- 1. Februar: Der Stumme Sejm von 1717 bestätigt unter dem Vorsitz von Stanisław Ledóchowski den im Vorjahr geschlossenen Frieden von Warschau zwischen der Konföderation von Tarnogród und König August II. von Polen-Litauen. Der russische Zar Peter I. bekommt als Vermittler und Garant des Friedens noch einen größeren Einfluss auf die polnische Innenpolitik.
- Dezember: Seit 1712 bzw. 1715 lässt Zar Peter I. nach ausländischen Vorbildern eine Neugliederung der gesamten Staatsverwaltung und die Einrichtung von Zentralbehörden vorbereiten. (vgl. Petrinische Reformen) Im Dezember 1717 werden neun Kollegien mit jeweils einem Präsidenten und einem Vizepräsidenten an der Spitze und einer entsprechenden Anzahl von Räten, Assessoren und Sekretären, die überwiegend Russen sein sollen, eingerichtet: Kollegium für die auswärtigen Angelegenheiten, Kammer-, Justiz-, Revisions-, Kriegs-, Berg- und Manufakturkollegium, Staatskontor, Admiralitätskollegium. Die Arbeit der neuen Kollegien soll 1719 beginnen.

#### Venezianisch-Österreichischer Türkenkrieg
- 13. Mai: Prinz Eugen von Savoyen, Präsident des österreichischen Hofkriegsrates, verlässt Wien und trifft am 21. Mai in Futog an der Donau ein. Am 9. Juni marschiert er mit rund 70.000 Mann auf Belgrad.
- 16. Juni: Die Belagerung der osmanisch beherrschten Festung Belgrad im Venezianisch-Österreichischen Türkenkrieg beginnt, nachdem die österreichische Armee über die Donau gesetzt hat.

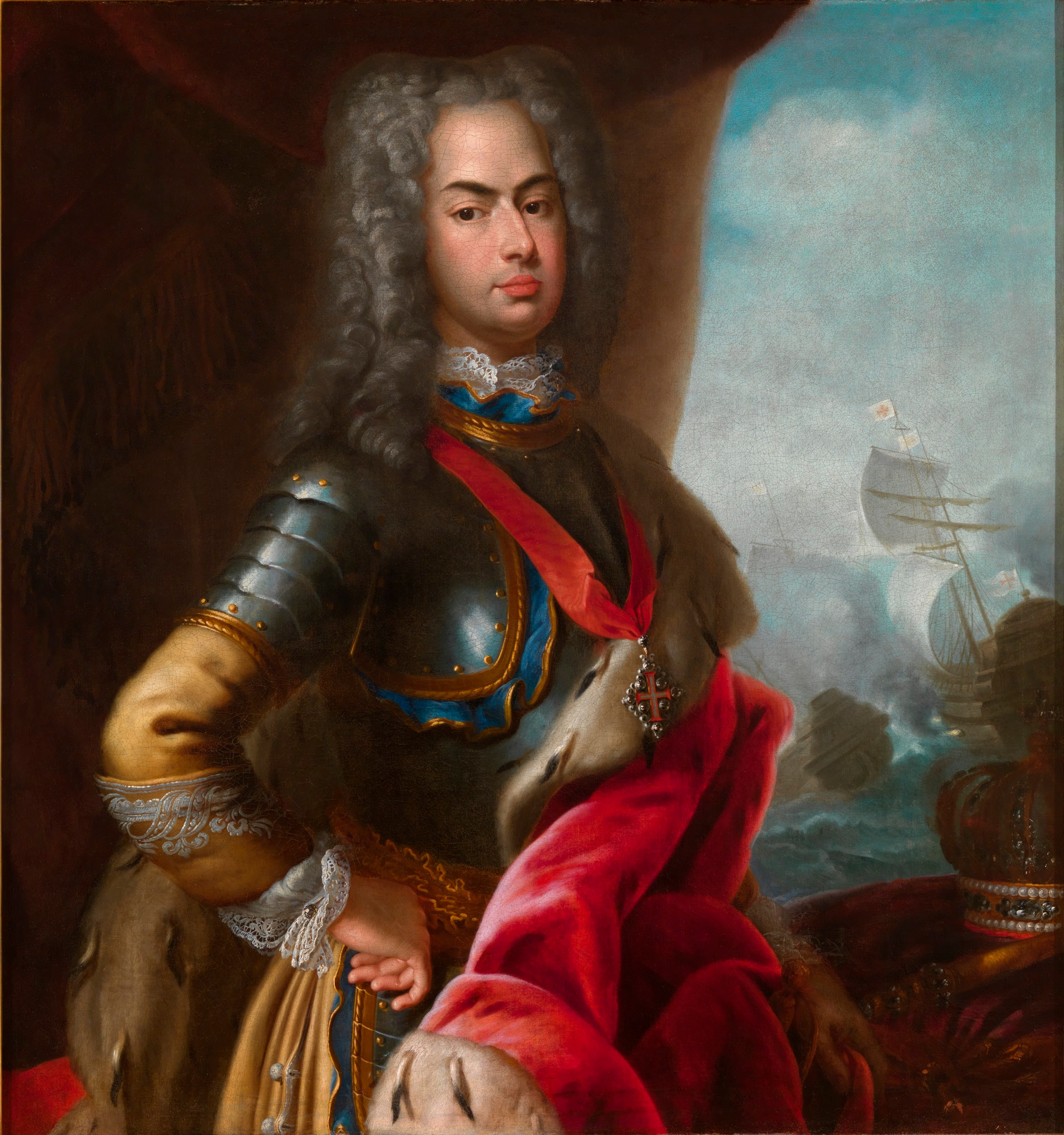
König Johann V. in der Seeschlacht bei Matapan

- 19. Juli: Vor Kap Matapan im Mittelmeer findet eine der letzten Seeschlachten statt, bei der Galeeren zum Einsatz kommen. Die Schlacht zwischen einer osmanisch-ägyptischen und einer venezianisch-französisch-maltesischen Flotte bleibt lange Zeit unentschieden. Erst das Eingreifen des portugiesischen Kontingents unter der Führung von König Johann V. auf dem Flaggschiff Nossa Senhora da Conceição entscheidet die Schlacht zugunsten der päpstlichen Koalition.
- 28. Juli: Eine osmanische Entsatzarmee trifft vor Belgrad ein und beginnt die Belagerer zu belagern.

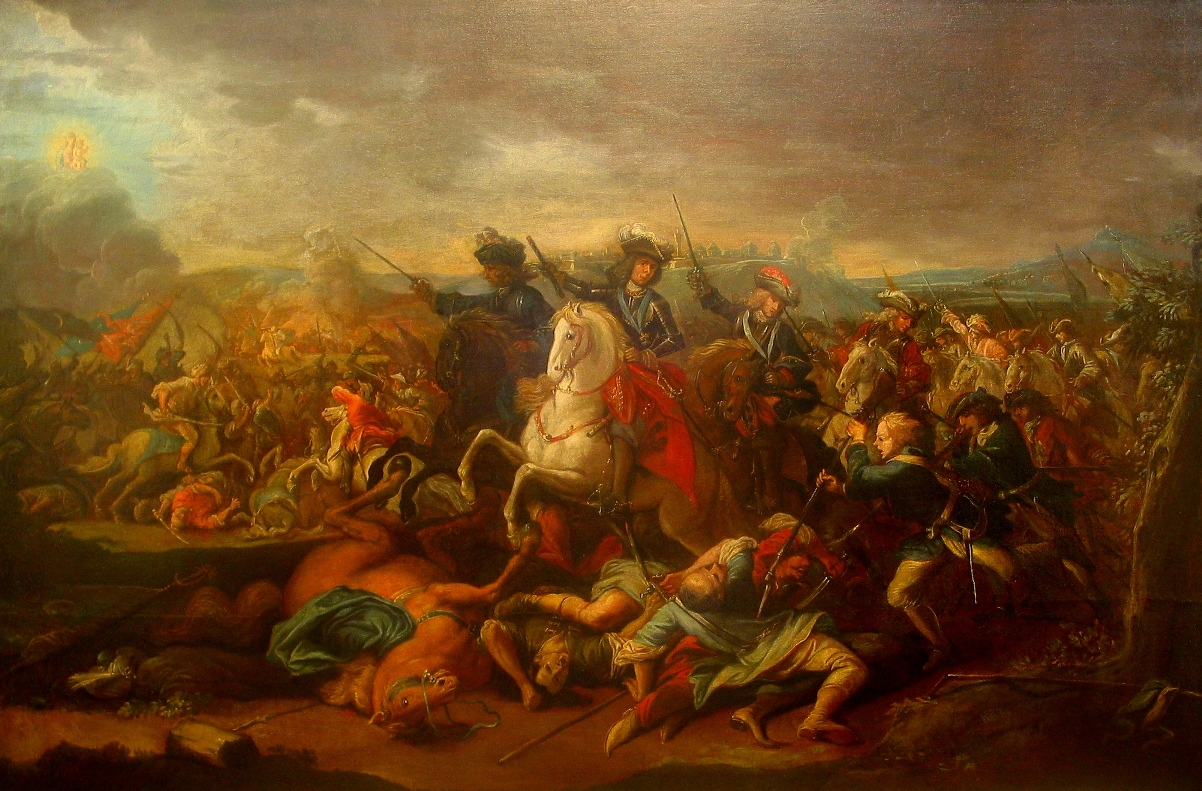
Prinz Eugen in der Schlacht bei Belgrad

- 14. bis 16. August: Die Eroberung von Belgrad durch Prinz Eugen von Savoyen und seine Armee unter anderem mit Hilfe des „Mörsers von Belgrad“ beeindruckt einen Zeitgenossen so sehr, dass er das im zum Volkslied mutierenden Prinz Eugen, der edle Ritter späteren Generationen überliefert.

#### Krieg der Quadrupelallianz
- 4. Januar: Frankreich, Großbritannien und die Niederlande bilden eine Tripel-Allianz gegen Spanien. Sie wollen verhindern, dass König Philipp V., der aus dem Haus Bourbon stammt, im Fall eines vorzeitigen Todes des minderjährigen französischen Herrschers Ludwig XV. die Kronen Frankreichs und Spaniens vereinigt.
- November: Eine spanische Flotte landet auf Sardinien in dem ehrgeizigen Versuch von Premierminister Giulio Alberoni und Königin Elisabetta Farnese, die im Spanischen Erbfolgekrieg an Habsburg verlorenen Besitzungen in Italien wieder zurückzugewinnen. Österreich, dessen Truppen im Türkenkrieg auf dem Balkan gebunden sind, reagiert nur halbherzig: Eugen von Savoyen verstärkt lediglich die Defensivkräfte im Königreich Neapel. Es gibt daraufhin fieberhafte Bemühungen der Tripel-Allianz, einen Frieden zwischen Österreich und dem Osmanischen Reich zu vermitteln.

#### Afrika
- Friedrich Wilhelm I. verkauft die brandenburgisch-preußische Kolonie Groß Friedrichsburg mit der gleichnamigen Festung am Kap der drei Spitzen in Westafrika an die Niederländische Westindien-Kompanie. Ein unter dem Namen Jan Conny bekannter afrikanischer Häuptling übernimmt jedoch die Region mit Festung und verteidigt sie gegen mehrere massive Eroberungsversuche der Niederländer.

#### Süd- und Südostasien
- Mai: António de Albuquerque Coelho wird portugiesischer Gouverneur von Macau. Doch das Schiff, das ihn von Goa nach Macau bringen soll, fährt auf Befehl des Eigentümers Francisco Xavier Doutel, mit dem ihn eine alte Feindschaft verbindet, ohne ihn ab. Coelho begibt sich daraufhin auf eine abenteuerliche Reise quer durch den indischen Subkontinent. Am 16. Juli erreicht seine Expedition den 2.600 km entfernten portugiesischen Stützpunkt São Tomé de Meliapor. Dort erwirbt Coelho ein Schiff und setzt am 5. August die Reise fort. Im niederländischen Malakka wird ihnen die Reparatur des durch Stürme beschädigten Schiffes verweigert und der Navigator flüchtet von Bord. Zwei Monate später erreicht die kleine Truppe das in interne Machtkämpfe verstrickte Johor, wo sie bis Ende des Jahres bleibt.
- Der Siamesisch-Kambodschanische Krieg 1714–1717 endet mit einem Sieg des siamesischen Königreichs Ayutthaya unter König Thai Sa über das Khmer-Reich. Kambodscha wird Siam neuerlich tributpflichtig.

#### Zentralasien
- Durch Verrat gelingt es Dsungaren unter Tsewangrabtan, in die  tibetische Hauptstadt Lhasa einzudringen und den Regenten Lhabsang Khan zu töten. Der Verräter Tagtsepa wird als neuer Regent eingesetzt. Die Tibeter bitten Chinas Kaiser Kangxi um Beistand.
- Mir Mahmud Hotaki tötet seinen Onkel Abd al-Aziz und wird selbst Herrscher der Hotaki-Dynastie des paschtunischen Stammes der Ghilzai.

#### Südamerika
- 29. Mai: In Südamerika wird aus Teilen der bereits bestehenden spanischen Vizekönigreiche Neuspanien und Peru das Vizekönigreich Neugranada gebildet. Es ist somit das dritte spanische Vizekönigreich auf amerikanischem Boden. Antonio de la Pedrosa y Guerrero wird mit der administrativen Leitung betraut, ohne jedoch den Titel eines Vizekönigs führen zu dürfen. Als Hauptstadt wird Bogotá gewählt.

#### Nordamerika / Karibik
- 26. April: Der englische Seefahrer und Pirat Samuel Bellamy stirbt bei Untergang seines Schiffes Whydah vor Cape Cod.

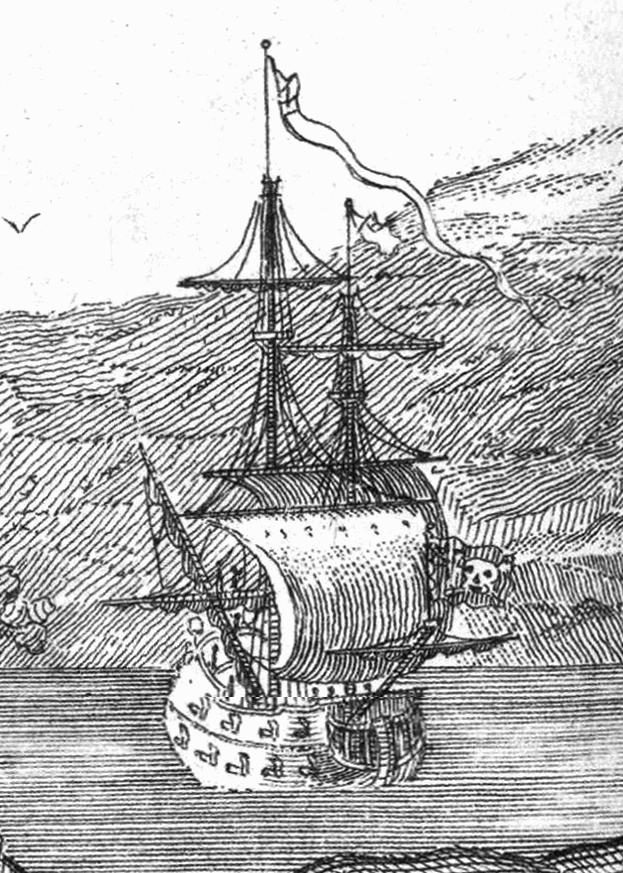
Queen Anne’s Revenge

- August: Edward Thatch wird erstmals schriftlich erwähnt, als er unter dem Kommando des Piraten Benjamin Hornigold die Sloop Revenge übernimmt, die zuvor von Stede Bonnet befehligt worden ist. Im Oktober greift er innerhalb von drei Wochen die Chesapeake Bay, Philadelphia und New York an. Während dieser Zeit erbeutet er mindestens 15 Schiffe, womit er schlagartig zum gefürchtetsten Piraten der amerikanischen Ostküste wird.
- 17. November: Edward Thatch, genannt Blackbeard, bringt das französische Sklavenschiff La Concorde auf. Er baut das Schiff um und macht es unter dem Namen Queen Anne’s Revenge zu seinem Flaggschiff.
- Gouverneur James Knight von der Hudson’s Bay Company lässt am Churchill River im heutigen kanadischen Bundesstaat Manitoba aus Baumstämmen die Festung Churchill River Post errichten.
- Der Yamasee-Krieg endet mit mehreren Friedensverträgen.

### Wirtschaft

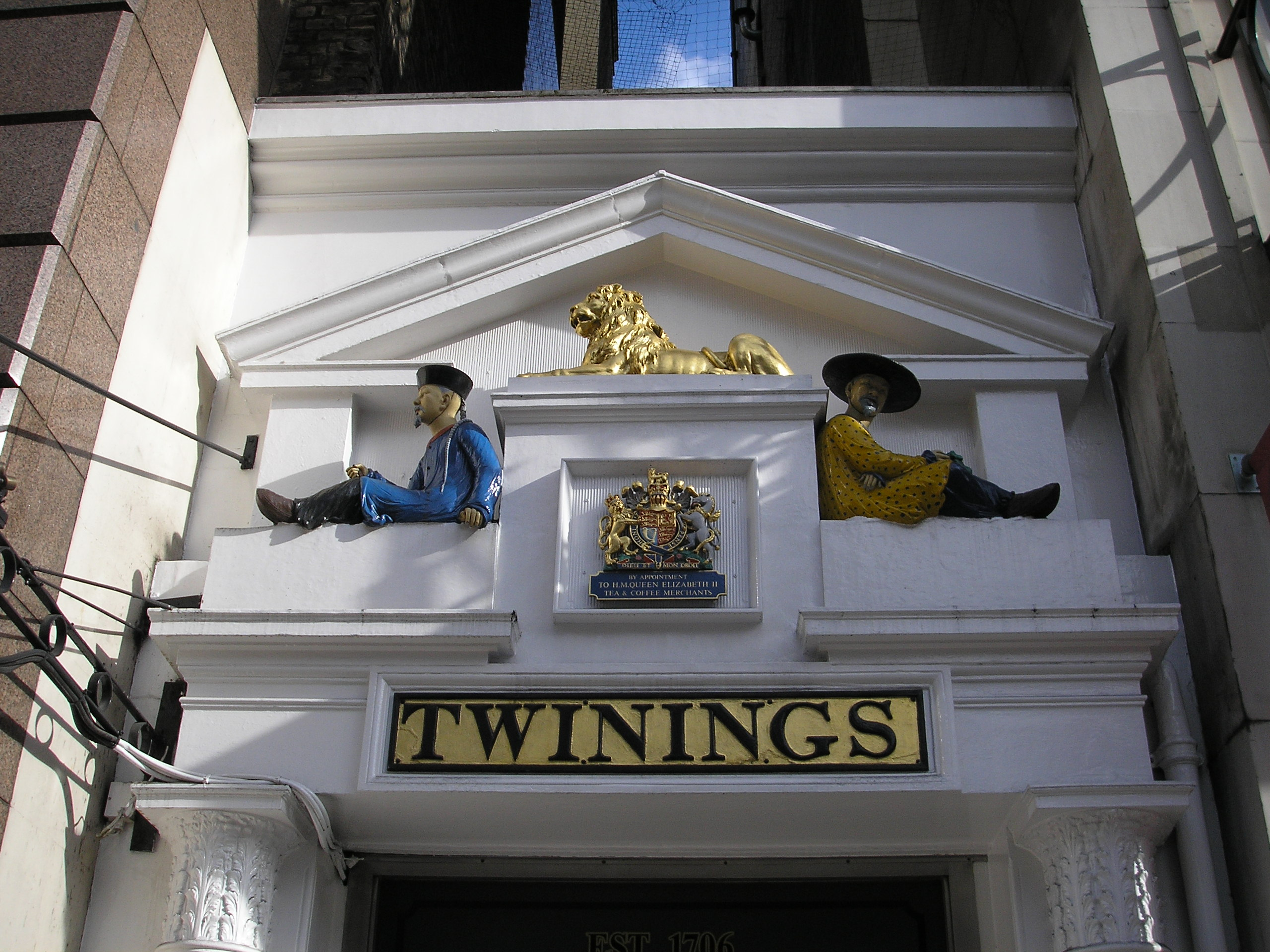
Twinings Stammgeschäft an der Strand in London (2006)

- Britische Teekultur: Thomas Twining erweitert sein Geschäft in London um weitere Kaffeehäuser, darunter das Haus an der Strand 216. Hier verkauft er neben Kaffee auch das Mode- und Luxusgetränk Tee.
- Johann Baring gründet in Exeter ein Handelsgeschäft, aus dem sich bald Barings Bank entwickelt.
- In Merkendorf wird die Brauerei Hellein von der gleichnamigen Familie gegründet.
- John Law gründet in Frankreich gegen den Widerstand des Parlement de Paris, des obersten Gerichtshofs, jedoch mit Zustimmung des Regenten, die Handelsgesellschaft Compagnie de la Louisiane ou d'Occident, die besonders für die französischen Kolonien in Amerika gegründet und privilegiert wird. Als er für die unterkapitalisierte Gesellschaft gewinnträchtige Privilegien und Monopole erwerben kann, setzt er eine Spekulationsblase in Gang.
- Die 1711 gegründete South Sea Company unternimmt ihre erste Handelsreise nach Südamerika.

### Wissenschaft und Technik
- Johann Heinrich Schulze weist die Lichtempfindlichkeit von Silbernitrat experimentell nach. Das hat für die Geschichte und Entwicklung der Fotografie in späteren Jahrhunderten entscheidende Bedeutung.
- Friedrich Hoffmann, Leibarzt des preußischen Herrschers, findet bei Bečov Quellen mit bitterem Wasser.

### Kultur

#### Architektur

Der Herkules auf dem Oktogon im Bergpark Wilhelmshöhe Kassel, 2004

- 30. November: Der von Architekt Giovanni Francesco Guerniero im Auftrag von Landgraf Karl von Hessen-Kassel errichtete Bergpark Wilhelmshöhe wird mit der Aufstellung der Kupferstatue des Herkules nach über 16 Jahren vollendet.

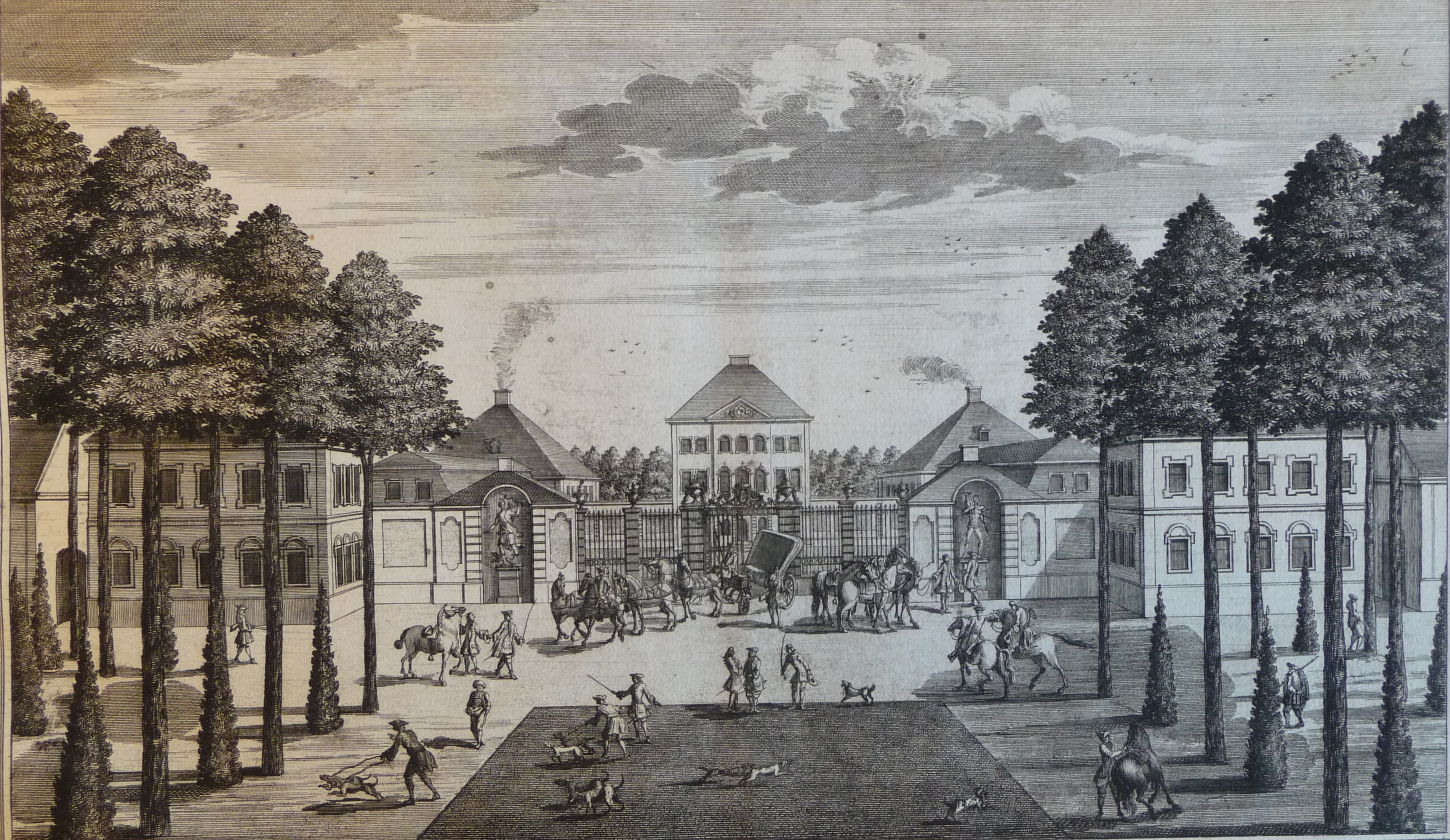
Schloss Fürstenried vom Tor aus gesehen um 1720

- Schloss Fürstenried im Hirschjagdpark im Süden von München wird nach zweijähriger Bauzeit durch Hofbaumeister Joseph Effner fertiggestellt.
- Der französische Architekt Louis Remy de la Fosse errichtet in Heidelberg für Philipp Karl von Hundheim ein barockes Palais.
- In Mafra beginnt unter der Leitung des schwäbischen Architekten Johann Friedrich Ludwig der Bau des Palácio Nacional.

#### Musik und Theater
- 4. April: Die Oper Tito Manlio von Attilio Ariosti hat ihre Uraufführung am King’s Theatre in London.

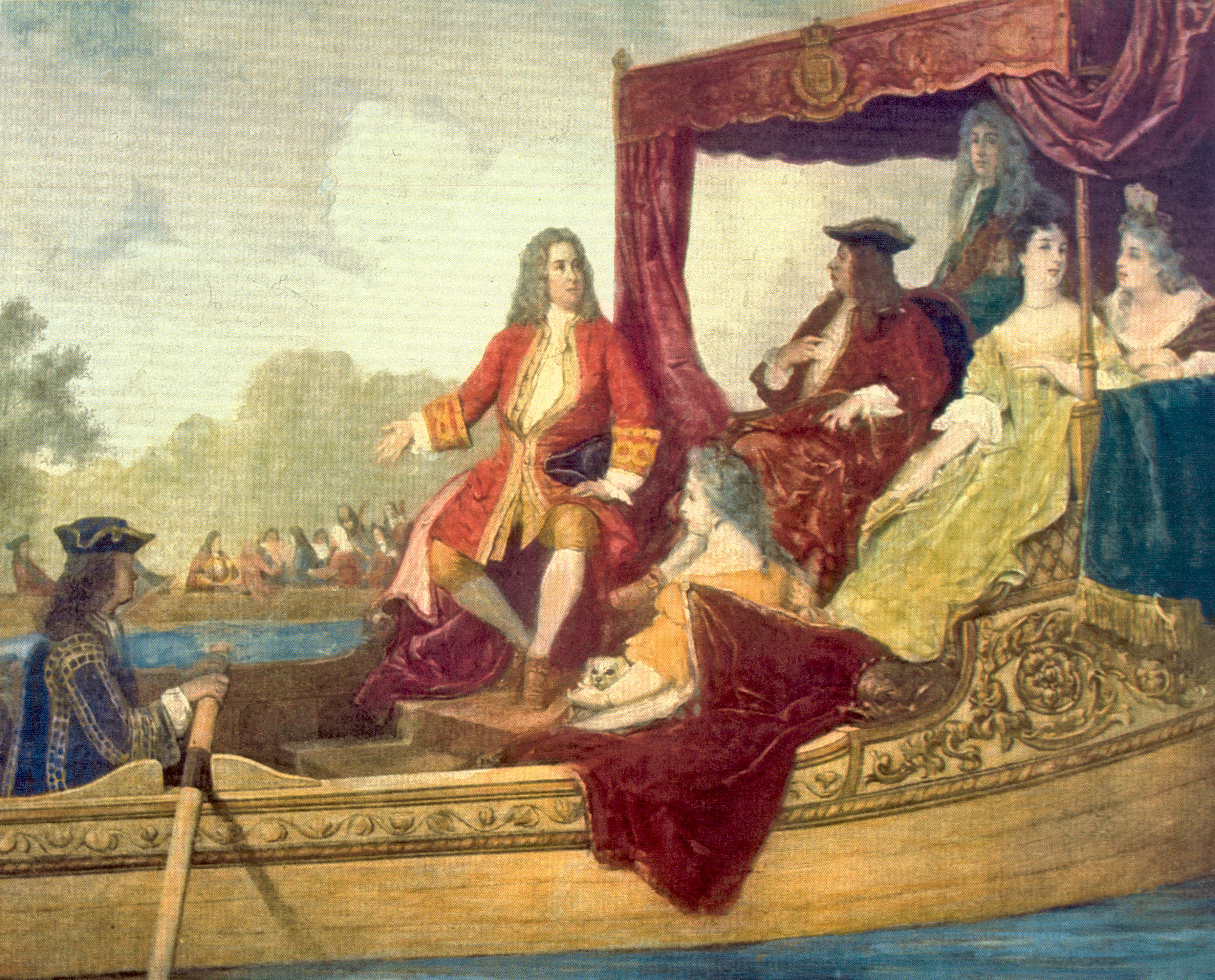
Händel (in der Mitte) mit Georg I. während der Bootsfahrt auf der Themse, links im Hintergrund die Musikanten auf einem weiteren Boot

- 17. Juli: Auf einer Lustfahrt des britischen Königs George I. auf der Themse wird die zweite Suite der Wassermusik von Georg Friedrich Händel erstmals aufgeführt. Der König ist von der Musik so begeistert, dass er einige Teile mehrfach spielen lässt. Die Aufführung der beiden anderen Suiten lässt sich nicht genau datieren.

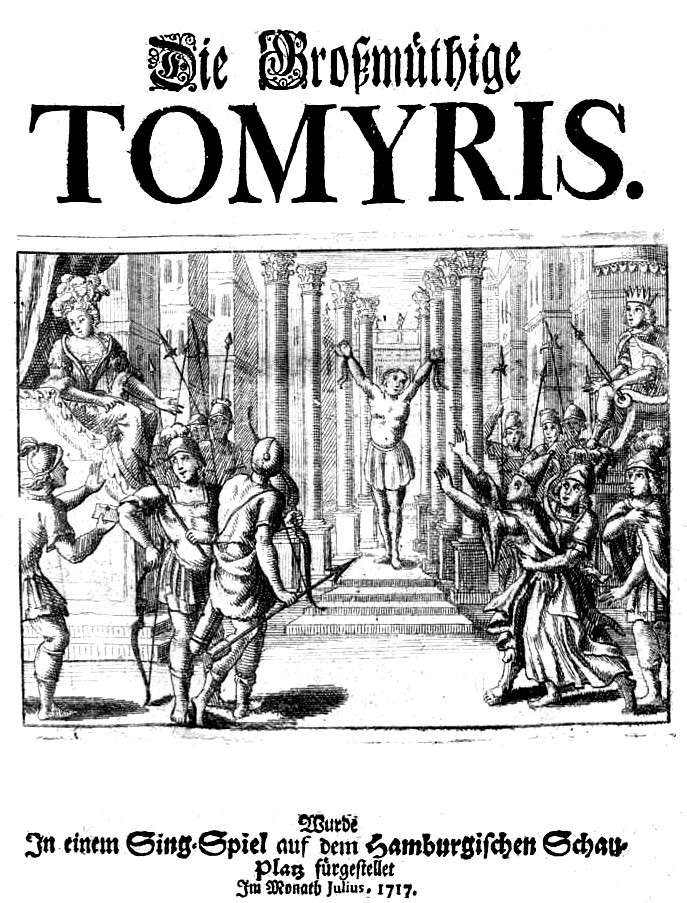
Titelblatt des Librettos

- Juli: Das Singspiel Die großmütige Tomyris von Reinhard Keiser wird am Theater am Gänsemarkt in Hamburg uraufgeführt. Das Libretto stammt von Johann Joachim Hoë nach dem italienischen Libretto L'amor di figlio non conosciuto von Domenico Lalli.
- 4. November: Die Uraufführung der Oper Trajanus von Reinhard Keiser erfolgt am Theater am Gänsemarkt in Hamburg. Auch hier stammt das Libretto von Johann Joachim Hoë.
- 26. Dezember: Genau acht Monate nach Baubeginn findet im neu errichteten Teatro Regio Ducale in Mailand die erste Vorstellung statt, eine Aufführung des Stücks Costantino von Francesco Gasparini.
- 28. Dezember: Auch die Oper Jobates und Bellerophon von Reinhard Keiser auf das Libretto von Johann Joachim Hoë wird am Theater am Gänsemarkt in Hamburg uraufgeführt.
- Georg Friedrich Händel beginnt während seines Aufenthalts bei James Brydges, Earl of Carnarvon, mit der Komposition des Chandos Te Deum.
- Tanzmeister Gottfried Taubert erwähnt erstmals den Großvatertanz.

### Gesellschaft
- 5. April: Der landgräfliche Thronfolger Ludwig von Hessen-Darmstadt heiratet im Schloss Philippsruhe Gräfin Charlotte von Hanau-Lichtenberg, das einzige überlebende Kind des letzten Hanauer Grafen Johann Reinhard III. und der Markgräfin Dorothea Friederike von Brandenburg-Ansbach und damit Alleinerbin der Grafschaft Hanau.
- 24. Juni: Die Gründung der Ersten Großloge von England erfolgt durch den Zusammenschluss von vier alten Freimaurerlogen.
- 12. August: Mit der Hinrichtung dreier Knaben endet der erste der Kinderhexenprozesse in Freising.
- 9. September: Nach mehr als 16 Jahren als Schiffbrüchiger auf Madagaskar kehrt Robert Drury nach England zurück.

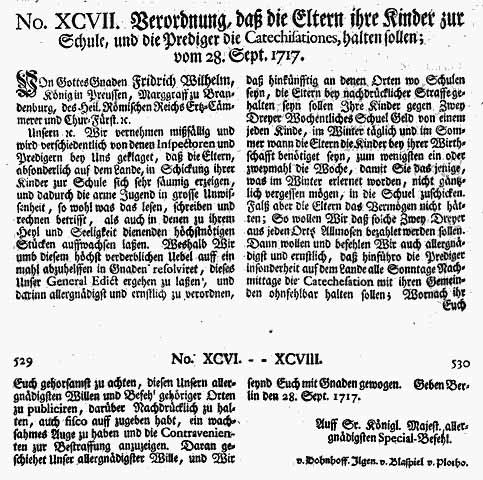
Königliche Verordnung zur Einführung der Allgemeinen Schulpflicht in Preußen

- 28. September: König Friedrich Wilhelm I. verordnet in Preußen die allgemeine Schulpflicht für Kinder von fünf bis zwölf Jahren.

### Religion
- Die Schlosskirche St. Maria Magdalena in Salder wird nach rund vierjähriger Bauzeit eingeweiht.

### Katastrophen
- 26. April: Das von einem Hurrikan nahe Cape Cod auf Grund gesetzte Piratenschiff Whydah geht unter. Es reißt den größten bisher bekannten Piratenschatz mit sich in die Tiefe. 144 Mann der Besatzung sterben, unter ihnen der als Black Sam bekannte Kapitän Samuel Bellamy. Neun Mann überleben das Desaster, davon werden sechs später als Seeräuber gehängt.

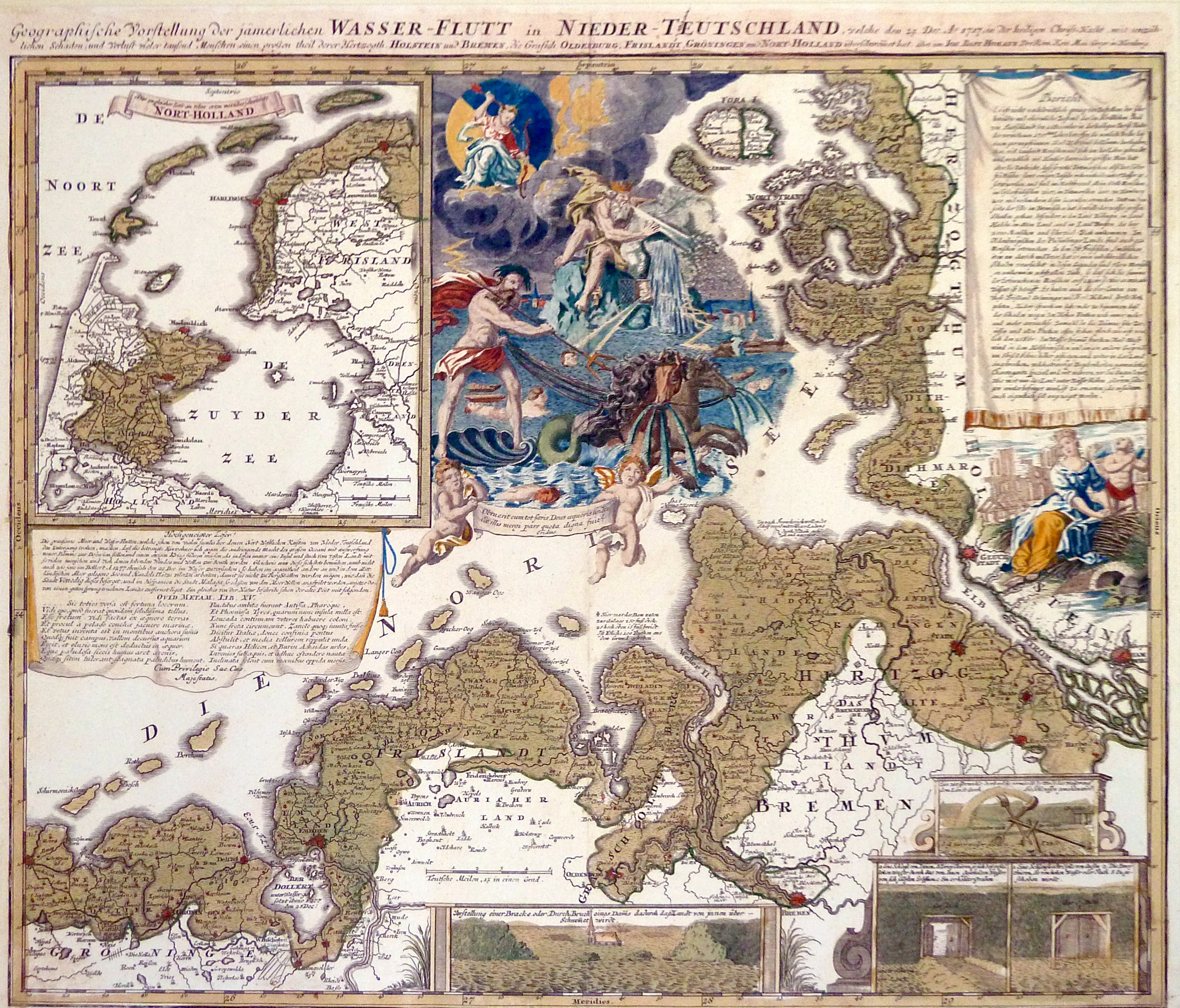
Kolorierte Kupferstichkarte zur Weihnachtsflut von 1717

- 24./25. Dezember: Eine schwere Sturmflut, die sogenannte Weihnachtsflut an der deutschen Nordseeküste, fordert rund 11.500 Tote. Die direkte Folge der Katastrophe ist eine Hungersnot, die sich trotz staatlicher und privater Hilfen über mehrere Jahre hinzieht, da sowohl Vorräte als auch Saatgut vernichtet worden sind und zudem der versalzte Boden jahrelang verringerte Erträge bringt. Krankheiten wie das Marschenfieber breiten sich aus.

## Historische Karten und Ansichten

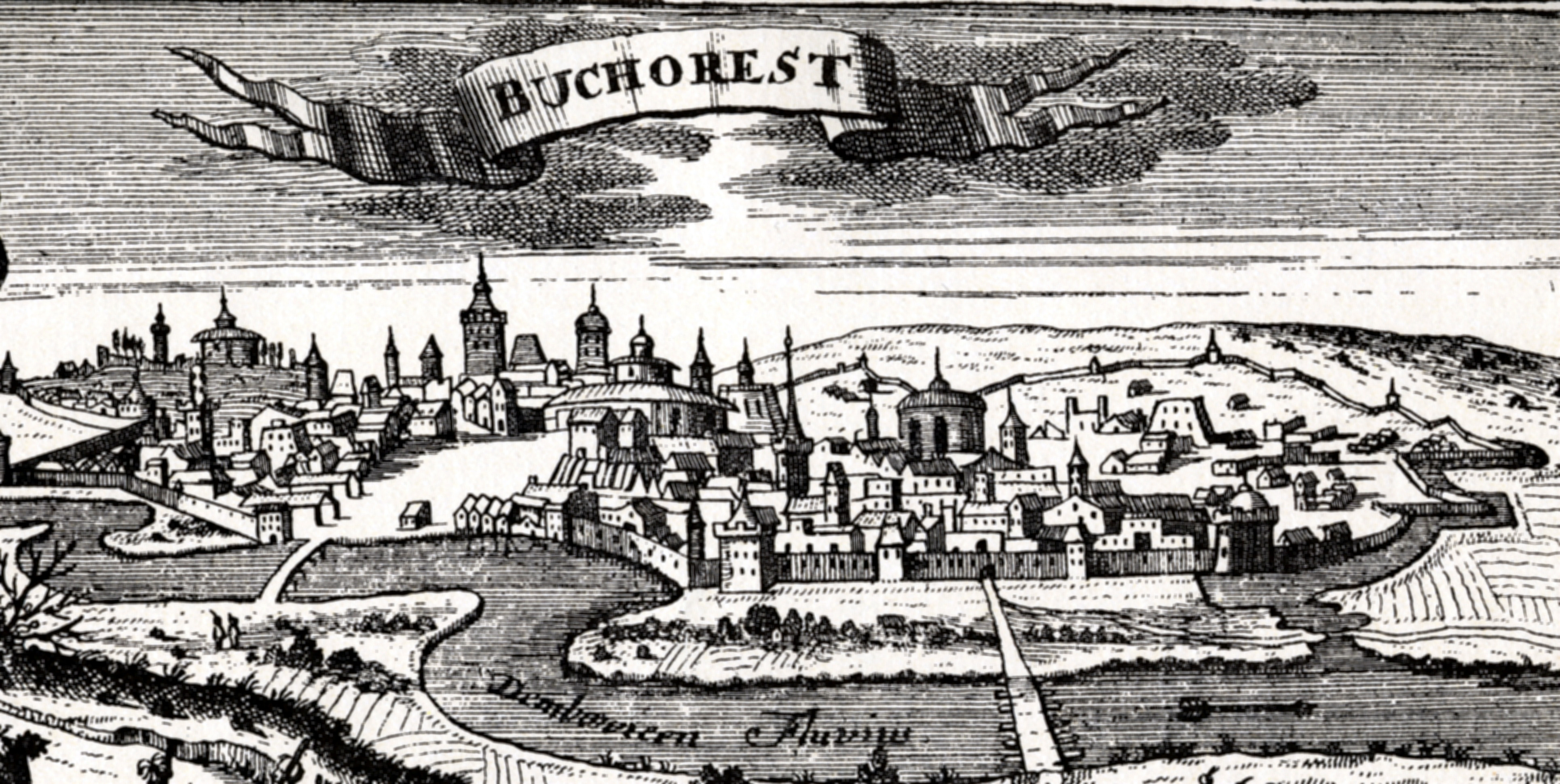
Bukarest 1717

## Geboren

### Januar bis April
- 02. Januar: Michael Angstenberger, österreichischer Kirchenliedkomponist († 1789)
- 04. Januar: Balthasar Ferdinand Moll, österreichischer Bildhauer († 1785)
- 18. Januar: Fedele Tirrito, sizilianischer Maler, Schriftsteller, Prediger und Kapuzinerpater († 1801)
- 24. Januar: Antonio María de Bucareli y Ursúa, spanischer Offizier, Kolonialverwalter und Vizekönig von Neuspanien († 1779)
- 27. Januar: Marianne Pirker, deutsche Kammersängerin und Sopranistin († 1782)

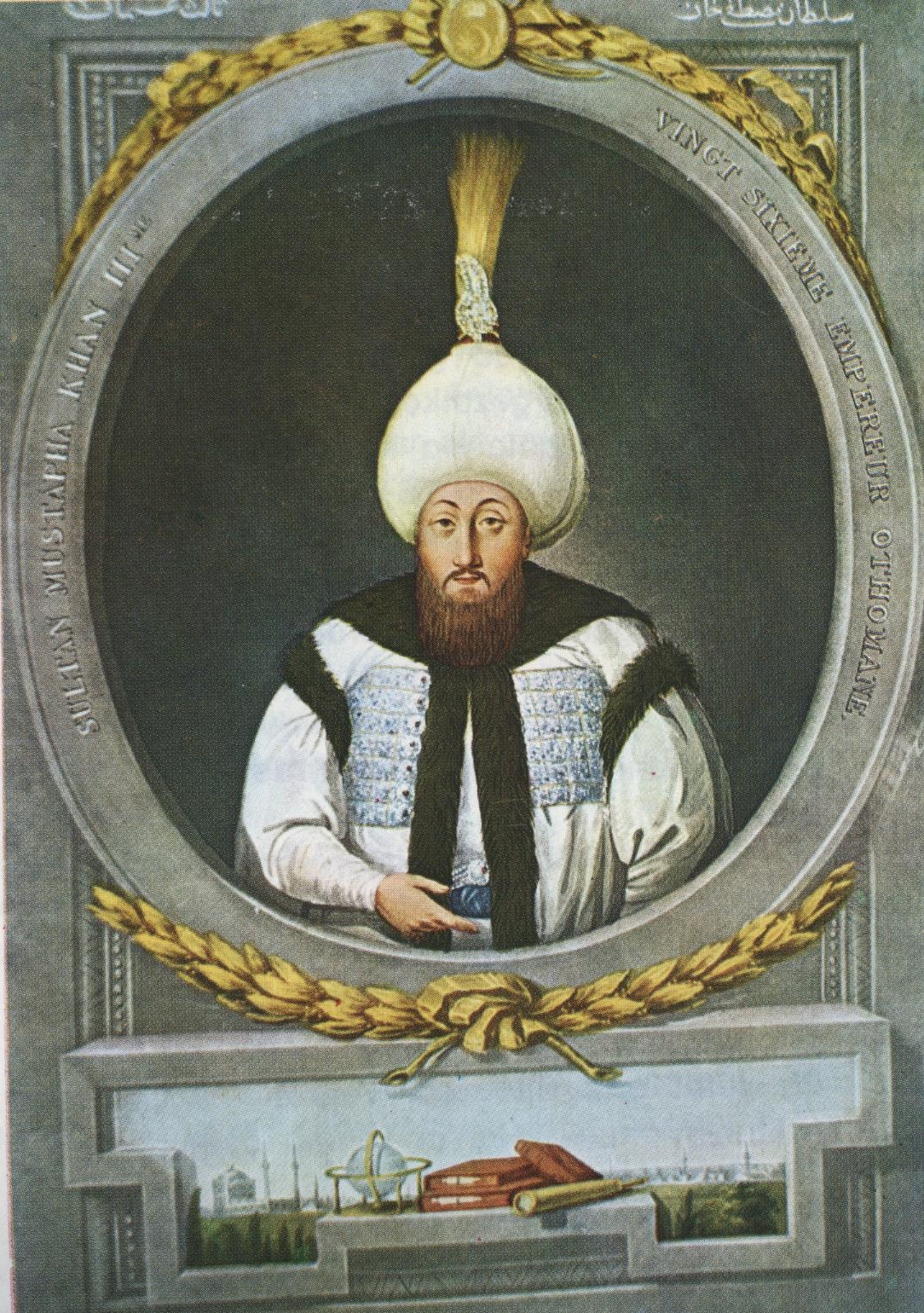
Sultan Mustafa III.

- 28. Januar: Mustafa III., Sultan des Osmanischen Reiches († 1774)
- 29. Januar: Jeffrey Amherst, 1. Baron Amherst, britischer General, Eroberer von Montreal († 1797)
- 02. Februar: Johann Andreas Heinemann, deutscher Orgelbauer († 1798)
- 03. Februar: Nicholas Cooke, US-amerikanischer Politiker († 1782)
- 09. Februar: Johann August von Hellfeld, deutscher Rechtswissenschaftler († 1782)
- 13. Februar: Ernst Gideon von Laudon, österreichischer Feldherr († 1790)
- 14. Februar: Richard Owen Cambridge, englischer Dichter, Gutsbesitzer und Historiker († 1802)
- 16. Februar: Karl Gotthelf Müller, deutscher Rhetoriker, Dichter und lutherischer Theologe († 1760)
- 17. Februar: Adam Friedrich Oeser, deutscher Maler und Bildhauer († 1799)
- 19. Februar: David Garrick, britischer Schauspieler († 1779)
- 27. Februar: Johann David Michaelis, deutscher Theologe und Orientalist († 1791)
- 01. März: Catharina Helena Dörrien, deutsche Botanikerin, Malerin und Erzieherin († 1795)
- 05. März: Joachim Otto Adolph von Bassewitz, dänischer Politiker und Lübecker Domdechant († 1791)
- 14. März: David Tschanz, Schweizer Pietist († 1784)
- 20. März: Johann Gottlob Böhme, deutscher Historiker († 1780)
- 20. März: Georg Peter Zenckel, deutscher evangelischer Theologe und Hochschullehrer († 1760)
- 31. März: Carl Friedrich Aichinger, deutscher Sprachwissenschaftler († 1782)
- 02. April: Johann Augustin Dietelmair, deutscher Theologe und Hochschullehrer († 1785)
- 04. April: Karl David Schuchardt, sächsischer evangelisch-lutherischer Theologe und Pastor, Magister († 1781)
- 09. April: Matthias Georg Monn, österreichischer Komponist, Organist und Musikpädagoge († 1750)
- 12. April: Maximilian von Fürst und Kupferberg, königlich preußischer Großkanzler († 1790)

### Mai bis August

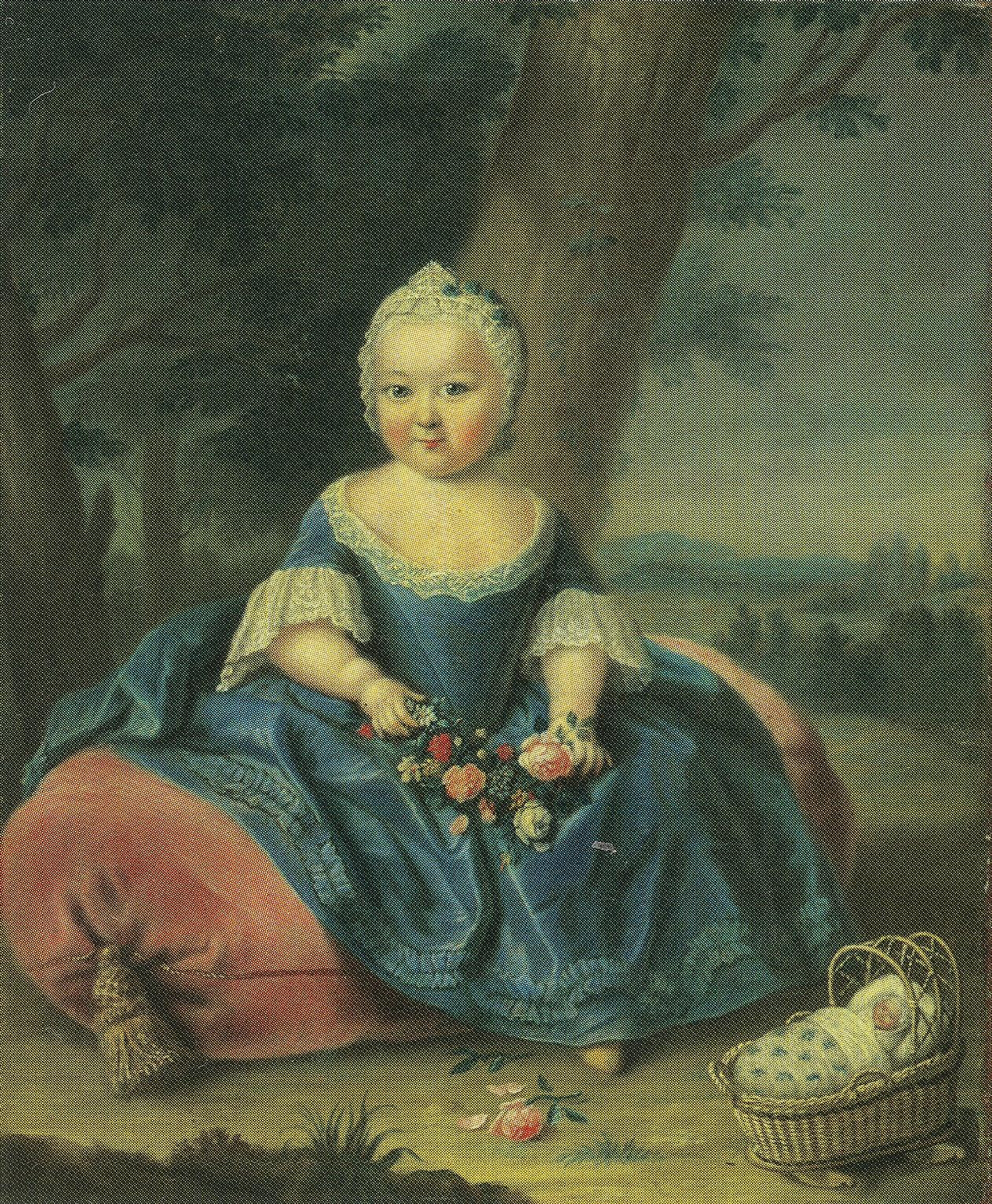
Maria Theresia mit drei Jahren

- 05. Mai: Christian Ludwig König, deutscher Orgelbauer († 1789)
- 13. Mai: Maria Theresia, Erzherzogin von Österreich, Königin von Ungarn und Böhmen, römisch-deutsche Kaiserin († 1780)
- 31. Mai: Johann Daniel Silbermann, deutscher Orgelbauer († 1766)
- 08. Juni: John Collins, US-amerikanischer Politiker († 1795)
- 24. Juni: Louis-Henri Fourgeoud, Schweizer Offizier in fremden Diensten († 1779)
- 24. Juni: Johann Ernst Schubert, deutscher evangelischer Theologe († 1774)
- 25. Juni: Giuseppe Aglio, italienischer Kunsthistoriker († 1809)
- 25. Juni: Johannes Ringk, deutscher Komponist und Organist († 1778)
- 27. Juni: Emanuel Witz, Schweizer Maler († 1797)
- 30. Juni: Johann Stamitz, böhmischer Violinist, Kapellmeister und Komponist († 1757)
- 05. Juli: Peter III., König von Portugal aus dem Hause Braganza († 1786)
- 12. Juli: Friedrich Christian Struve, deutscher Mediziner und Hochschullehrer († 1780)
- 17. Juli: Roman Illarionowitsch Woronzow, russischer Politiker († 1783)
- 24. Juli: Matías de Gálvez y Gallardo, spanischer Kolonialverwalter und Vizekönig von Neuspanien († 1784)
- 08. August: Gottlieb Wernsdorf I., deutscher Pädagoge, Rhetoriker und Autor († 1774)
- 13. August: Louis François I. de Bourbon, Fürst von Conti († 1776)
- 13. August: Christoph Nichelmann, deutscher Komponist († 1762)
- 14. August: Christian Gottfried Struensee, Rektor des Domgymnasiums Stephaneum in Halberstadt († 1782)
- 17. August: Heinrich Wilhelm von Huth, dänischer General der Artillerie († 1806)
- 17. August: Darius Sessions, Vizegouverneur der Colony of Rhode Island and Providence Plantations († 1809)

### September bis Dezember
- 24. September: Horace Walpole, britischer Schriftsteller († 1797)
- 01. Oktober: Antoni Barceló, mallorquinischer Seefahrer und Korsar im Dienst der spanischen Krone († 1797)
- 05. Oktober: Marie-Anne de Mailly-Nesle, französische Adelige, Mätresse Ludwigs XV. († 1744)
- 12. Oktober: Georg Friedrich Baermann, deutscher Mathematiker († 1769)
- 13. Oktober: John Armstrong, US-amerikanischer Bauingenieur, Generalmajor und Politiker († 1795)
- 16. Oktober: Johann Melchior Goeze, protestantischer Theologe († 1786)
- 17. Oktober: Franz Anton Ermeltraut, deutscher Maler und Hofmalerei-Inspektor am fürstbischöflichen Hofe in Würzburg († 1767)
- 21. Oktober: Esther Grünbeck, deutsche Dichterin († 1796)
- 07. November: Benedikt von Ahlefeldt, Kommandant von Helgoland und Landrat in Uetersen († 1776)
- 08. November: Caspar Zili, Schweizer Kaufmann und Bankier († 1758)
- 09. November: Friedrich, Herzog von Mecklenburg-Schwerin († 1785)
- 14. November: Franz Xaver Forchner, schwäbischer Maler († 1751)
- 16. November: Jean-Baptiste le Rond d’Alembert, französischer Mathematiker, Physiker und Philosoph der Aufklärung († 1783)
- 01. Dezember: Philipp Erasmus Reich, deutscher Buchhändler und Verleger († 1787)
- 01. Dezember: Grigori Nikolajewitsch Teplow, russischer Komponist († 1779)
- 03. Dezember: Friedrich Gottlieb Zoller, deutscher Rechtswissenschaftler († 1782)
- 04. Dezember: Christian Gottlieb Gottschald, erzgebirgischer Hammerherr († 1786)
- 04. Dezember: Norbert Grund, böhmischer Maler († 1767)

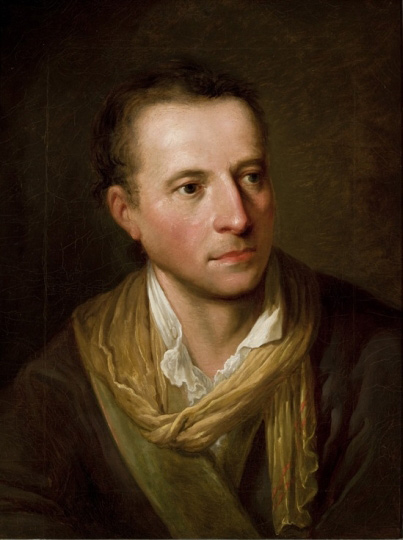
Johann Joachim Winckelmann, 1764

- 09. Dezember: Johann Joachim Winckelmann, deutscher Archäologe und Kunstschriftsteller, gilt als der Begründer der wissenschaftlichen Archäologie († 1768)
- 16. Dezember: Elizabeth Carter, englische Dichterin, Altertumswissenschaftlerin, Autorin und Übersetzerin († 1806)
- 20. Dezember: Charles Gravier, comte de Vergennes, französischer Staatsmann († 1787)
- 25. Dezember: George Augustus Eliott, 1. Baron Heathfield, britischer General und Gouverneur von Gibraltar († 1790)
- 25. Dezember: Giovanni Angelo Graf Braschi, unter dem Namen Pius VI. Papst († 1799)
- 30. Dezember: Ferdinand Stosch, deutscher reformierter Theologe († 1780)

### Genaues Geburtsdatum unbekannt
- Jonas Apelblad, schwedischer Reiseschriftsteller († 1786)
- Raphael Bachi, Pariser Miniaturmaler († 1767)
- Emanuel Eichel, deutscher Kupferstecher († 1782)
- Henrik Filip Johnsen, schwedischer Komponist († 1779)
- Felix Johann Albrecht Mylius, deutscher Jurist († 1792)
- Lewis Nicola, Offizier und Mitglied der American Philosophical Society († 1807)
- Hans Friedrich von Schöning, preußischer Kammerpräsident († 1787)
- Molla Pənah Vaqif, aserbaidschanischer Staatsmann, Wesir des Khanats Karabach und Dichter († 1797)

### Geboren um 1717
- 1711/1717: Giuseppe Zocchi, Florentiner Maler und Zeichner († 1767)

## Gestorben

### Erstes Halbjahr
- 04. Januar: Gerhard Ritter, Kaufmann und Ratsherr der Hansestadt Lübeck (* 1629)

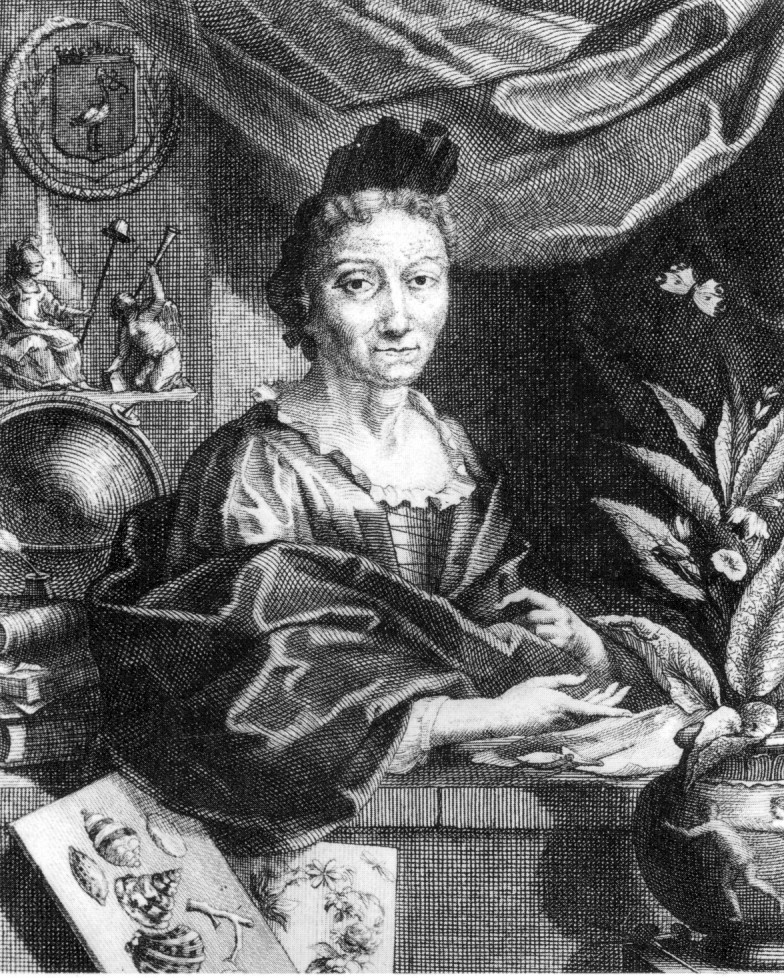
Maria Sibylla Merian, um 1700

- 13. Januar: Maria Sibylla Merian, Schweizer Naturforscherin und Künstlerin (* 1647)
- 04. Februar: Johann Adam Seupel, Straßburger Maler und Kupferstecher (* 1662)
- 05. Februar: Anna Maria Wagemann, Opfer der Hexenverfolgung in Fürfeld (* um 1650)
- 23. Februar: Philipp Wilhelm von Boineburg, Reichsgraf, siebenter Erfurter Statthalter, Rektor (* 1656)
- 23. Februar: Magnus Stenbock, schwedischer Feldmarschall (* 1665)
- 000Februar: Agnes Le Louchier, wallonische Adelige, Mätresse des bayerischen Kurfürsten Maximilian Emanuel (* um 1660)
- 07. März: Johann Gerhard Arnold, deutscher Historiker, Konsistorialrat und Gymnasialrektor (* 1637)
- 26. März: Johann Christoph Koch von Gailenbach, Augsburger Patrizier und Kaufmann (* 1653/54)
- 27. März: Margaretha Susanna von Kuntsch, deutsche Schriftstellerin (* 1651)
- 05. April: Jean Jouvenet, französischer Maler (* 1644)
- 14. April: Johann Martin Veith, Schweizer Maler (* 1650)
- 26. April: Samuel Bellamy, englischer Pirat (* 1689)
- 26. April: Christian II., Pfalzgraf und Herzog von Pfalz-Zweibrücken-Birkenfeld (* 1637)
- 30. April: Benedikt Abelzhauser, bayrischer Benediktinermönch und Gelehrter (* 1635)
- 15. Mai: Georg Christian Lehms, deutscher Dichter (* 1684)
- 15. Mai: Gottfried Richter, deutscher Orgelbauer (* 1643)
- 29. Mai: Tobias Dressel, sächsischer Orgelbauer (* 1635)
- 03. Juni: Fernando de Alencastre Noroña y Silva, spanischer Offizier und Kolonialverwalter, Vizekönig von Neuspanien (* 1662)
- 20. Juni: Anna Leszczyńska, polnische Prinzessin (* 1699)

### Zweites Halbjahr
- 01. Juli: Anna Sophie von Dänemark, Kurfürstin von Sachsen (* 1647)
- 04. Juli: Joachim Luhn, deutscher Maler (* um 1640)
- 23. Juli: Enoch Svantenius, deutscher Pädagoge und Dichter (* 1652)
- 05. September: Louis Ferdinand Elle der Jüngere, französischer Maler (* 1648)
- 09. September: Joachim von Ahlefeldt, holstein-gottorfisch-dänischer Staatsmann und Klosterpropst des Klosters Preetz (* 1646)
- 14. September: Johann Balthasar Beyschlag, deutscher evangelischer Theologe und Kirchenliedkomponist (* 1669)
- 26. Oktober: Catherine Sedley, Countess of Dorchester, Mätresse von Jakob II. von England (* 1657)
- 02. November: Johann Jakob Walther, deutscher Violinist und Komponist (* um 1650)
- 22. November: Sebastian Regondi, italienischer Bildhauer (* 1672)
- 01./2. Dezember: Daniel Merck, deutscher Violinist und Komponist (* 1657)
- 14. Dezember: Otto Magnus von Dönhoff, brandenburgisch-preußischer Generalleutnant und Gesandter (* 1665)
- 27. Dezember: Franz Karl von Kaunitz-Rietberg, Bischof von Laibach (* 1676)

### Genaues Todesdatum unbekannt
- Lhabsang Khan, mongolischer Herrscher der Qoshoten in Tibet
- Osei Tutu I., Gründer des Königreichs der Aschanti
- Wang Hui, chinesischer Maler (* 1632)
- Margherita Salicola, italienische Opernsängerin (* um 1660)

### Gestorben um 1717
- Nazo Tokhi, afghanische Kriegerin und Dichterin aus dem Volk der Paschtunen (* um 1651)